# Howard Rigsby
Pour les articles homonymes, voir Rigsby.
Howard Rigsby, né le 12 novembre 1909 à Denver dans le Colorado et mort le 7 novembre 1975, est un écrivain américain, auteur de roman policier et de roman western. Il utilise également le pseudonyme Vechel Howard.

## Biographie
Il est journaliste et rédacteur pour différents journaux à New York. Il écrit des nouvelles pour plusieurs magazines ou pulps, notamment dans The Saturday Evening Post,  Collier's, Argosy. Il écrit un roman pour la jeunesse Voyage to Leandro, publié initialement en feuilleton dans Argosy en 1939 et, avec Dorothy Hayward, une pièce de théâtre South Pacific en 1943.
En 1951, il publie son premier roman policier en Murder for the Holydays. En 1954 paraît Lucinda qui est, selon Anthony Boucher, « classé parmi les douze meilleurs romans policiers de l'année 1954 ».
À partir de 1957, il utilise également le pseudonyme Vechel Howard pour signer plusieurs romans de western ou romans noirs. Le premier, Sundown at Crazy Horse, est adapté au cinéma par Dalton Trumbo avec le titre El Perdido et réalisé par Robert Aldrich. En 1959, il écrit La Môme parapluie (Murder With Love) qui, à la manière de Laura de Vera Caspary ou de Sylvia de Howard Fast, décrit le processus par lequel un détective tombe progressivement amoureux de celle qu'il recherche. « Cette quête poétique de la femme fantôme mérite le détour », selon Claude Mesplède .

## Œuvre

### Romans signés Howard Rigsby
- Murder for the Holydays, 1951
- Kiss and Tell, 1952
- Rage in Texas, 1953
- Lucinda, 1954
- As a Man Falls, 1954
- The Lone Gun, 1955
- Naked to my Pride, 1957
- The Reluctant Gun, 1957
- Clash Of Shadows, 1959
- The Tulip Tree, 1963
  - La Maison de l'esclave, Fleuve noir, 1967
- Calliope Reef, 1966

### Romans signés Vechel Howard
- Sundown at Crazy Horse, 1957
- Tall In the West, 1958
- Murder on Her Mind, 1959
- Murder With Love, 1959
  - La Môme parapluie, Série noire no 555, 1960
- Stage to Painted Creek, 1959
- The Last Sunset, 1961

### Nouvelles
- Voyage to Leandro, 1939

### Pièce de théâtre
- South Pacific, 1943

## Adaptations

### Au cinéma
- 1961 : El Perdido, film américain réalisé par Robert Aldrich, adaptation de Sundown at Crazy Horse écrite par Dalton Trumbo, avec Rock Hudson, Kirk Douglas, Dorothy Malone et Joseph Cotten

### À la télévision
- 1961 : Incident in the Middle of Nowhere, épisode 22, saison 3, de la série télévisée américaine Rawhide réalisé par R. G. Springsteen, avec Eric Fleming et Clint Eastwood

## Sources
- Claude Mesplède, Les années "Série noire" : bibliographie critique d'une collection policière, vol. 2 : 1959-1966, Amiens, Editions Encrage, coll. « Travaux » (no 17), 1993 (ISBN 978-2-906-38943-4), p. 40.
- Claude Mesplède et Jean-Jacques Schleret, SN, voyage au bout de la Noire : inventaire de 732 auteurs et de leurs œuvres publiés en séries Noire et Blème : suivi d'une filmographie complète, Paris, Futuropolis, 1982 (OCLC 11972030), p. 196